# Верхний Бугалыш
Ве́рхний Бугалы́ш (мар. Кӱшыл Бугалыш) — деревня в Красноуфимском округе Свердловской области.

## География
Верхний Бугалыш расположен на реке Бугалыш, в 39 километрах на юго-юго-восток от административного центра округа и района — города Красноуфимска.
Чуть выше по течению реки Бугалыш и юго-западнее Верхнего Бугалыша расположено село Средний Бугалыш.

### Часовой пояс
Верхний Бугалыш как и вся Свердловская область, находится в часовой зоне МСК+2. Смещение применяемого времени относительно UTC составляет +5:00.

## Население
| 2002 | 2010 | 2021 |
| ---- | ---- | ---- |
| 537  | ↘426 | ↘387 |

## Инфраструктура
Верхний Бугалыш включает семь улиц: Береговая, Луговая, Механизаторов, Нагорная, Остановочная, Раздольная и Советская.